# Hinsdale (Illinois)
Hinsdale es una villa ubicada entre el condado de Cook y el condado de DuPage en el estado estadounidense de Illinois. En el Censo de 2010 tenía una población de 16816 habitantes y una densidad poblacional de 1.400,49 personas por km².

## Geografía
Según la Oficina del Censo de los Estados Unidos, Hinsdale tiene una superficie total de 12.01 km², de la cual 11.92 km² corresponden a tierra firme y (0.71%) 0.09 km² es agua.

## Demografía
Según el censo de 2010, había 16816 personas residiendo en Hinsdale. La densidad de población era de 1.400,49 hab./km². De los 16816 habitantes, Hinsdale estaba compuesto por el 90% blancos, el 1.28% eran afroamericanos, el 0.04% eran amerindios, el 6.4% eran asiáticos, el 0.05% eran isleños del Pacífico, el 0.52% eran de otras razas y el 1.7% pertenecían a dos o más razas. Del total de la población el 3.52% eran hispanos o latinos de cualquier raza.

## Transporte
Hinsdale tiene tres estaciones conectadas mediante BNSF Railway Line de la empresa Metra: West Hinsdale, Hinsdale y Highlands. Además del tren, Pace ofrece servicio de autobuses.